# Nuova Repubblica (Romania)
La Nuova Repubblica (in romeno Noua Republică) è un partito politico rumeno. È stato fondato nella forma dell'Associazione Nuova Repubblica, essendo inizialmente una piattaforma civica con personalità giuridica, svolgendo la propria attività sulla base del documento di fondazione di questa associazione. Il 29 gennaio 2013, il partito è diventato un partito politico.
Il 16 marzo 2016, Neamţu ha annunciato il suo ritiro per prendersi più cura della famiglia. Il quarto congresso del partito è seguito il 19 settembre 2015, dove è stato adottato un nuovo statuto ed è stato eletto un nuovo presidente, Alin Bota.

## Dottrina

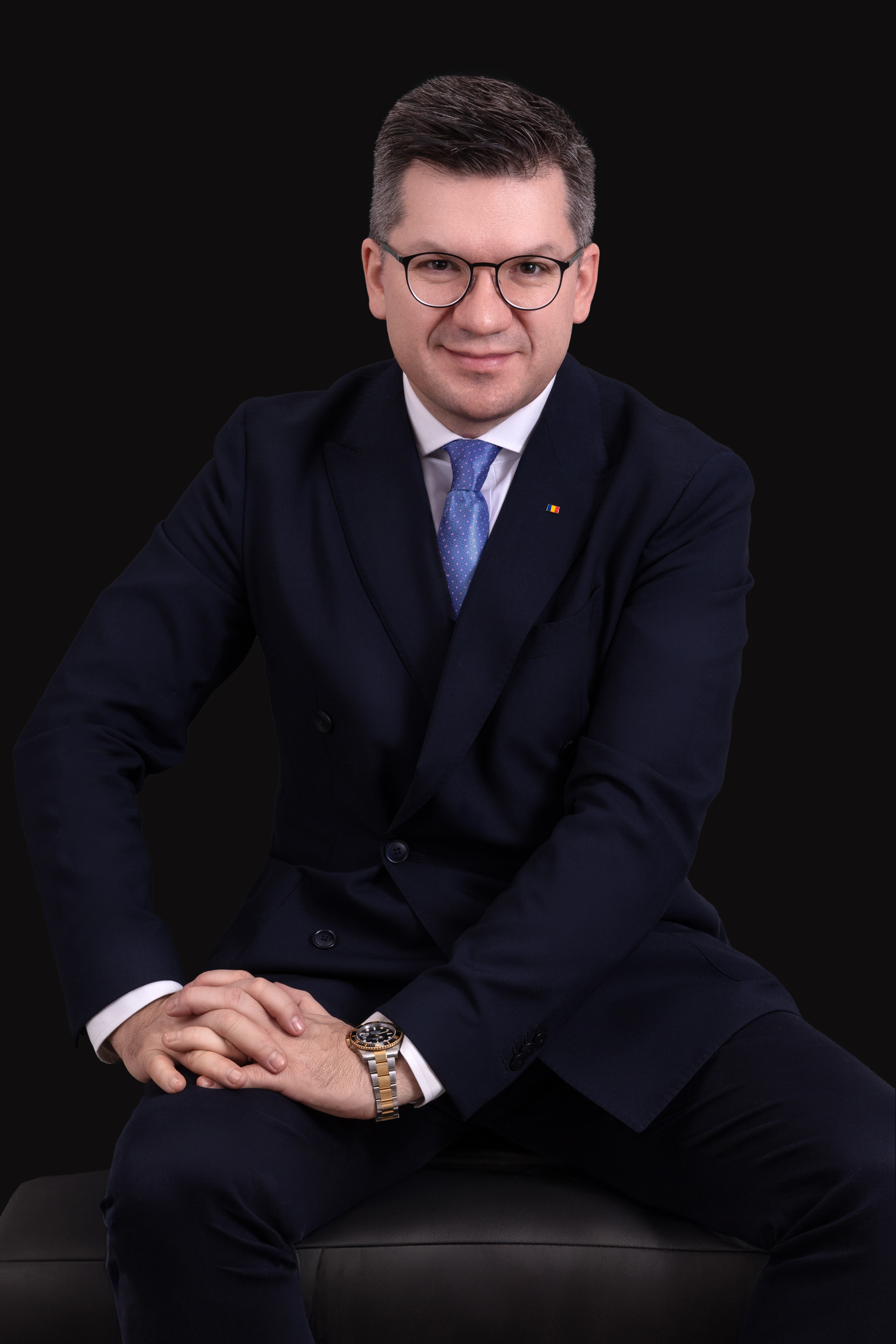
Mihail Neamțu, fondatore e primo presidente del partito

La visione del partito Nuova Repubblica è una Romania libera, dignitosa e prospera. I principi politici e morali del Partito sono radicati nella civiltà giudeo-cristiana e nella tradizione del repubblicanesimo. Il Partito condivide l'ideale della libertà individuale, dei valori e dei principi del liberalismo classico, della cristianesimo democratico e del conservatorismo. Il Partito Nuova Repubblica opera in conformità con le disposizioni legali in vigore, sforzandosi di rispettare la separazione e l'equilibrio dei poteri nello stato.
Nella sua politica il partito Nuova Repubblica sostiene un regime costituzionale in grado di garantire il libero mercato, la proprietà privata, la libertà individuale, la libertà di espressione e il decentramento dello Stato. L'Ordine pubblico del partito Nuova Repubblica promuove il libero mercato, un'economia competitiva basata sullo sviluppo sano del contesto economico, un sistema giudiziario indipendente, la libertà di coscienza, i media indipendenti, lo stato minimo e le associazioni della società civile. Il Partito incoraggia la responsabilità individuale dei cittadini, le comunità di auto-governo locale, limitando i deficit pubblici, limitando il debito contratto da parte dello Stato a scapito delle generazioni future e migliorare i servizi pubblici. Il Partito afferma la responsabilità di ogni cittadino rumeno agli antenati e ai non ancora nati. Il Partito sostiene la conservazione del patrimonio culturale e spirituale della Romania, stimolando il lavoro e l'iniziativa privata nell'educazione, nello sport o nell'arte, per proteggere l'ambiente naturale. Il Partito sostiene l'interesse della Romania in un'Europa delle nazioni, basata sul principio di autogoverno, l'indipendenza della sussidiarietà economica fiscale e monetaria e il rispetto per le tradizioni culturali delle comunità locali. Il Partito afferma i tradizionali legami della Romania con le strutture politico-militari dell'area euro-atlantica. La missione di Nuova Repubblica è di costruire un vero partito di destra per scoprire, formare e promuovere persone libere, competenti e virtuose nelle strutture statali.

## Struttura e organizzazione interna
Il Partito è organizzato e opera con le seguenti strutture organizzative:
A livello locale: la sezione locale del partito, con i seguenti organismi: a) Assemblea locale (AL); b. Presidenza locale (PL)
A livello di distretto: Direzione del partito del distretto, con i seguenti organismi: a) l'Assemblea di distretto (AJ); b) il Consiglio politico del distretto (CPJ); c) la Presidenza del distretto (PJ); d. il Comitato per l'integrità e l'arbitrato del distretto (CIAJ). La CIAJ funge da collegio arbitrale ed è istituita e opera in conformità con le disposizioni dell'art. 15 della legge n. 14/2003 dei partiti politici
A livello nazionale: a) Congresso; b) Consiglio politico nazionale (CPN); c) Presidenza del partito (PP); d) Commissione nazionale per l'integrità e l'arbitrato (CIAN). La CIAN è un collegio arbitrale ed è istituito e opera in conformità con le disposizioni dell'art. 15 della legge n. 14/2003 dei partiti politici;

## Presidenti
- Mihail Neamțu (23 giugno 2012 – 16 marzo 2015)[2]
- George Mioc (dal 17 marzo 2015 – 19 settembre 2015)[3]
- Alin Bota (dal 19 settembre 2015)[4]